# Cláudia Mello
Cláudia Bertollosi Mello (São Paulo, 27 de fevereiro de 1950) é uma atriz brasileira. Estreou na vida artística em 1970, tanto no teatro com a peça A Cozinha, de Arnold Wesker; no cinema, por interpretar Clementina no longa A Moreninha, de Glauco Mirko Laurelli; quanto pela televisão como Cláudia em Simplesmente Maria, além de integrar o elenco de Toninho on The Rocks, telenovelas da Rede Tupi.
Na televisão, destacou-se no seriado humorístico A Diarista entre 2004 a 2007, na pele de Dalila, atuando ao lado da atriz Cláudia Rodrigues, Dira Paes e Helena Fernandes. Posteriormente, teve papéis em destaque nas telenovelas A Vida da Gente como Moema, Sete Vidas como Guida, A Força do Querer como Zu, além de viver Isabel na obra religiosa Jesus. Também participou da série Batendo Ponto na pele de Flora. Em 2013, foi uma das protagonistas da série Três Teresas, do canal fechado GNT.
No cinema, consagrou-se pela primeira vez em 1994 após atuação no longa A Causa Secreta, sendo eleita 'Melhor Atriz' pelo Festival de Brasília. Posteriormente, também conquistou outras premiações no filme Quanto Vale ou É Por Quilo?, de Sérgio Bianchi, em 2005, ao receber o prêmio na categoria de 'Melhor Atriz Coadjuvante', do FIESP/SESI do Cinema Paulista.

## Biografia
Cláudia Mello nasceu na cidade de São Paulo, em 27 de fevereiro de 1950. Quando cursava a Faculdade de Arquitetura na Universidade Mackenzie, integra o grupo de teatro amador da instituição e decide abandonar o curso e dedicar-se exclusivamente ao teatro.

### Carreira na televisão
Iniciou sua trajetória em 1970 como Cláudia em  Simplesmente Maria, além de atuar em Toninho on The Rocks, ambas telenovelas da Rede Tupi. Nos dois anos seguintes, esteve no elenco de Hospital e Dora em Vitória Bonelli. Posteriormente, retornaria a televisão somente na década de 1990 pela telessérie Grande Pai.
Em 1994, foi para o SBT interpretar a professora Benedita na telenovela Éramos Seis e, no ano seguinte, atuou como Brásia em As Pupilas do Senhor Reitor. Em 1996, viveu Jandira em Razão de Viver, concluindo o decênio na pele de Cornelinha em Serras Azuis, obra da Rede Bandeirantes.
No início da década de 2000, viveu Corina na série Meu Cunhado, do SBT, transferindo-se para a Rede Globo em 2004 para interpretar Dalila em A Diarista até 2007. Em 2008, voltou para a emissora de Silvio Santos na pele de Conceição Nogueira na telenovela Revelação e, no ano seguinte, dando vida como Glória em Vende-se um Véu de Noiva.
No início da década de 2010, retornou para a Rede Globo na pele de Durvalina na telenovela Passione, além de viver Moema em A Vida da Gente e Flora Cavalcanti na série Batendo Ponto. Em 2013, foi protagonista da série Três Teresas, do canal fechado GNT como Teresinha e, dois anos mais tarde, atuou como Guida em Sete Vidas. Em 2017, interpretou Zuleide em A Força do Querer, concluindo o decênio encarnando Isabel (prima de Maria de Nazaré e esposa do sacerdote Zacarias) em Jesus, da RecordTV; e como Dona Clementina em Topíssima.

### Carreira no cinema
Estreou nas telonas em 1970 atuando como Clementina no filme A Moreninha. Retornou aos longas somente em 1994 no filme A Causa Secreta, sendo eleita 'Melhor Atriz' pelo Festival de Brasília. Em 2000, fez uma participação especial em Cronicamente Inviável como a senhora do atropelamento e, cinco anos mais tarde, esteve no elenco de Quanto Vale ou É por Quilo?. Em 2009, atuou na pele de Consuelo em Os Inquilinos, concluindo sua participação no cinema en 2012 na obra E a Vida Continua, no papel de Alzira.

### Carreira no teatro

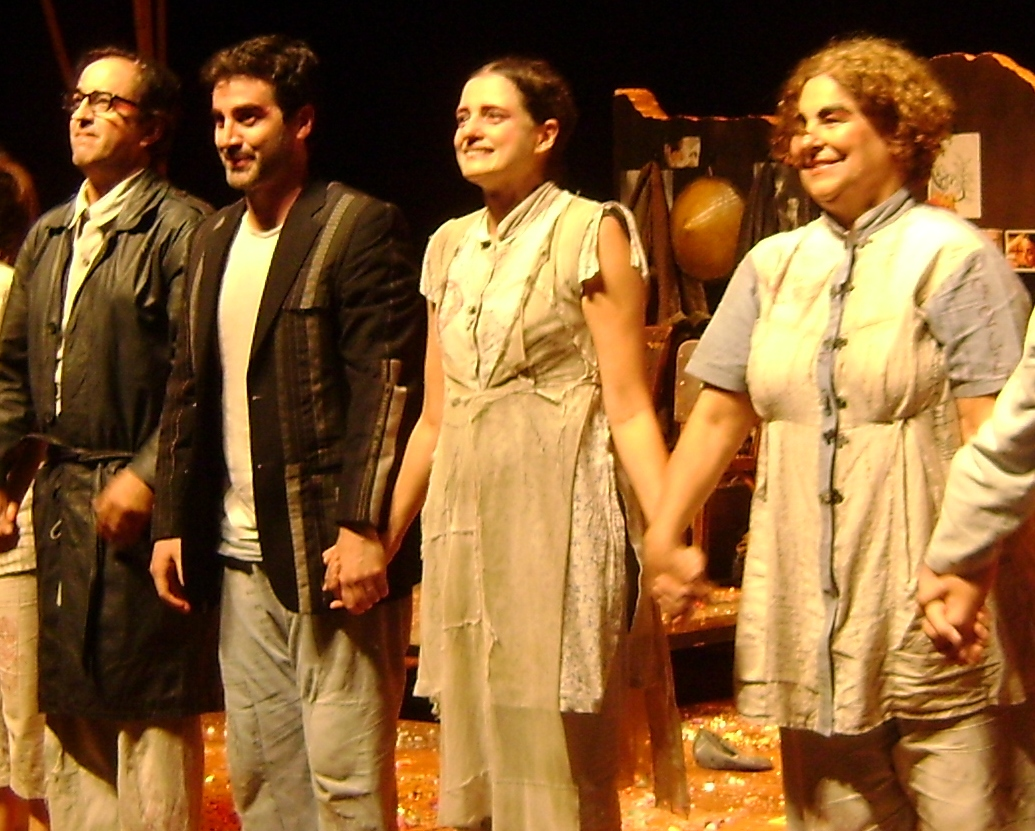
Cláudia (direita) na peça A Alma Boa de Setsuan, em 2008

Fez sua estreia no teatro profissional em 1970, na montagem de A Cozinha, de Arnold Wesker, com direção de Antunes Filho. No ano seguinte, após atuação no espetáculo O Pelicano, de August Strinberg, com direção de Antônio Abujamra, recebeu o Prêmio APCT de 'Melhor Atriz Revelação'.
Volta a ser premiada em 1986, como o Prêmio Lei Sarney e Prêmio Shell de Melhor Atriz, por As Margens do Ipiranga, de Fauzi Arap. Em 1993, por Adorável Desgraçada, de Leilah Assumpção, com direção de Fauzi Arap, ganha o Prêmio APCA de Melhor Atriz. Em 2017 integra o elenco do espetáculo Mambo Italiano, de Steve Galluccio, com direção de Clarisse Abujamra.

## Vida Pessoal
Quando a TV Tupi fechou Cláudia se casou e foi morar na França. No país fez curso de teatro e estudou. Na França teve um filho. Ficou quase três anos em Paris. De volta ao Brasil foi convidada por Fauzi Arap para fazer a peça O Abajur Lilás, de Plínio Marcos. Cláudia Mello se casou duas vezes. Foi casada foi com o ator Juca de Oliveira de 1970 a 1971. A atriz tem dois filhos do segundo casamento.

## Filmografia

### Televisão
| Ano     | Título                   | Personagem                     | Notas                       | Emissora          | Ref    |
| ------- | ------------------------ | ------------------------------ | --------------------------- | ----------------- | ------ |
| 1970    | Simplesmente Maria       | Cláudia                        |                             | Rede Tupi         | [ 1 ]  |
| 1970    | Toninho on the Rocks     | Dirce                          |                             | Rede Tupi         | [ 2 ]  |
| 1971    | Hospital                 | Lindalva                       |                             | Rede Tupi         | [ 3 ]  |
| 1972    | Vitória Bonelli          | Dora                           |                             | Rede Tupi         | [ 4 ]  |
| 1983    | Razão de Viver           | Jandira                        |                             | SBT               |        |
| 1991–92 | Grande Pai               | Maria das Graças Santana       |                             | SBT               | [ 5 ]  |
| 1994    | Éramos Seis              | Profª. Benedita                |                             | SBT               | [ 6 ]  |
| 1995    | As Pupilas do Reitor     | Brásia                         |                             | SBT               | [ 7 ]  |
| 1996    | Razão de Viver           | Jandira                        |                             | SBT               | [ 8 ]  |
| 1998    | Serras Azuis             | Cornélia Salvador (Cornelinha) |                             | Rede Bandeirantes | [ 9 ]  |
| 2004    | Meu Cunhado              | Corina Maria de Jesus          | Temporada 1                 | SBT               | [ 10 ] |
| 2003    | A Diarista: Piloto       | Dalila Sampaio                 | Especial de fim de ano      | Rede Globo        |        |
| 2004–07 | A Diarista               | Dalila Sampaio                 | Temporada 1–4               | Rede Globo        | [ 11 ] |
| 2008    | Revelação                | Conceição Nogueira             |                             | SBT               | [ 12 ] |
| 2009    | Vende-se um Véu de Noiva | Glória Fonseca                 |                             | SBT               | [ 13 ] |
| 2010    | Passione                 | Durvalina Pedrosa              | Episódios: "14–22 de junho" | Rede Globo        | [ 14 ] |
| 2011    | A Vida da Gente          | Moema                          |                             | Rede Globo        | [ 15 ] |
| 2011    | Batendo Ponto            | Flora Cavalcanti               |                             | Rede Globo        | [ 16 ] |
| 2013–14 | Três Teresas             | Teresa Rodrigues (Teresinha)   |                             | GNT               | [ 17 ] |
| 2015    | Sete Vidas               | Guida de Moraes Ribeiro        |                             | Rede Globo        | [ 18 ] |
| 2017    | A Força do Querer        | Zuleide Oliveira (Zu)          |                             | Rede Globo        | [ 19 ] |
| 2018    | Jesus                    | Isabel de Jerusalém            |                             | RecordTV          | [ 20 ] |
| 2019    | Topíssima                | Clementina Monteiro (Tina)     |                             | RecordTV          | [ 21 ] |

### Cinema
| Ano  | Título                      | Personagem           | Ref    |
| ---- | --------------------------- | -------------------- | ------ |
| 1970 | A Moreninha                 | Clementina           | [ 22 ] |
| 1994 | A Causa Secreta             | Marisa / Maria Lúcia | [ 23 ] |
| 2000 | Cronicamente Inviável       | Cinira               | [ 24 ] |
| 2005 | Quanto Vale ou É por Quilo? | Tia Mônica Silveira  | [ 25 ] |
| 2009 | Os Inquilinos               | Consuelo             | [ 26 ] |
| 2011 | As Doze Estrelas            | Berenice             |        |
| 2012 | E a Vida Continua...        | Alzira               | [ 27 ] |
| 2019 | Uma Noite Não é Nada        | Januária             | [ 34 ] |

## Teatro
- 2020: Mãos Limpas
- 2008/2009: A Alma Boa de Setsuan - de Bertolt Brecht
- 2007: Chorinho - de Fauzi Arap
- 2006: As Turca - de Andrea Bassit
- 2005: A Boa Alma de Setsuan - de Bertolt Brecht
- 2004: A Babá - de Juca de Oliveira
- 1997: Caixa Dois - de Juca de Oliveira
- 1996: Péricles, o Príncipe de Tiro - de William Shakespeare Direção de Ulysses Cruz
- 1993/1994: Adorável Desgraçada - de Leilah Assumpção. Direção de Fauzi Arap (Prêmio APCA de Melhor Atriz; indicação ao Prêmio Molierè de Melhor Atriz)
- 1992: Laranja Mecânica - de Anthony Burgess. Direção de Olair Coan
- 1988: Fulaninha e Dona Coisa - de Noemi Marinho. Direção de Fauzi Arap
- 1986/1987: As Margens do Ipiranga - de Fauzi Arap. (Prêmio Lei Sarney de Melhor Atriz; Prêmio Shell de Melhor Atriz).
- 1978: A Fila de Israel Horowitz. Direção de Jorge Takla
- 1974: Vejo um Vulto na Janela - de Leilah Assumpção. Direção de Emilio di Biasi
- 1971: O Pelicano - de Strinberg. Direção de Antonio Abujamra (Prêmio APCT de Atriz Revelação)
- 1970: A Cozinha - de Arnold Wesker. Direção de Antunes Filho.

## Prêmios e indicações
| Ano  | Premiação                        | Categoria                | Trabalho                      | Resultado | Ref.   |
| ---- | -------------------------------- | ------------------------ | ----------------------------- | --------- | ------ |
| 1971 | Prêmio APCT                      | Atriz Revelação          | O Pelicano                    | Venceu    |        |
| 1986 | Prêmio Lei Sarney                | Melhor Atriz             | As Margens do Ipiranga        | Venceu    |        |
| 1986 | Prêmio Shell                     | Melhor Atriz             | As Margens do Ipiranga        | Indicado  |        |
| 1993 | Prêmio APCA                      | Melhor Atriz             | Adorável Desgraça             | Venceu    |        |
| 1994 | Prêmio Molière                   | Melhor Atriz             | Adorável Desgraça             | Indicado  |        |
| 1996 | Prêmio Coca-Cola de Teatro Jovem | Melhor Atriz             | O Amor é um Osso Duro de Roer | Indicado  |        |
| 2005 | FIESP/SESI do Cinema Paulista    | Melhor Atriz Coadjuvante | Quanto Vale ou É Por Quilo?   | Venceu    |        |
| 2021 | Prêmio Bibi Ferreira             | Melhor Atriz Coadjuvante | Mãos Limpas                   | Indicado  | [ 35 ] |